# محوطه آغ‌بولاغ
محوطه آغ بولاغ مربوط به عصر آهن است و در شهرستان هشترود، روستای سیف الدین کوه واقع شده و این اثر در تاریخ ۱۹ مرداد ۱۳۸۴ با شمارهٔ ثبت ۱۲۷۸۶ به‌عنوان یکی از آثار ملی ایران به ثبت رسیده است.